# Фюрденайм
Фюрденайм (фр. Furdenheim) — коммуна на северо-востоке Франции в регионе Гранд-Эст (бывший Эльзас — Шампань — Арденны — Лотарингия), департамент Нижний Рейн, округ Саверн, кантон Буксвиллер. До марта 2015 года коммуна административно входила в состав упразднённого кантона Трюштерсайм (округ Страсбур-Кампань).
Площадь коммуны — 5,81 км², население — 1127 человек (2006) с выраженной тенденцией к росту: 1301 человек (2013), плотность населения — 223,9 чел/км².

## Население
Население коммуны в 2011 году составляло 1254 человека, в 2012 году — 1278 человек, а в 2013-м — 1301 человек.
| 1962 | 1968 | 1975 | 1982 | 1990 | 1999 | 2006 | 2008 | 2011 | 2012 | 2013 |
| ---- | ---- | ---- | ---- | ---- | ---- | ---- | ---- | ---- | ---- | ---- |
| 580  | 602  | 656  | 708  | 747  | 1006 | 1127 | 1161 | 1254 | 1278 | 1301 |

Динамика населения:

## Экономика
В 2010 году из 795 человек трудоспособного возраста (от 15 до 64 лет) 614 были экономически активными, 181 — неактивными (показатель активности 77,2 %, в 1999 году — 76,4 %). Из 614 активных трудоспособных жителей работали 579 человек (299 мужчин и 280 женщин), 35 числились безработными (16 мужчин и 19 женщин). Среди 181 трудоспособных неактивных граждан 77 были учениками либо студентами, 64 — пенсионерами, а ещё 40 — были неактивны в силу других причин.

## Достопримечательности (фотогалерея)

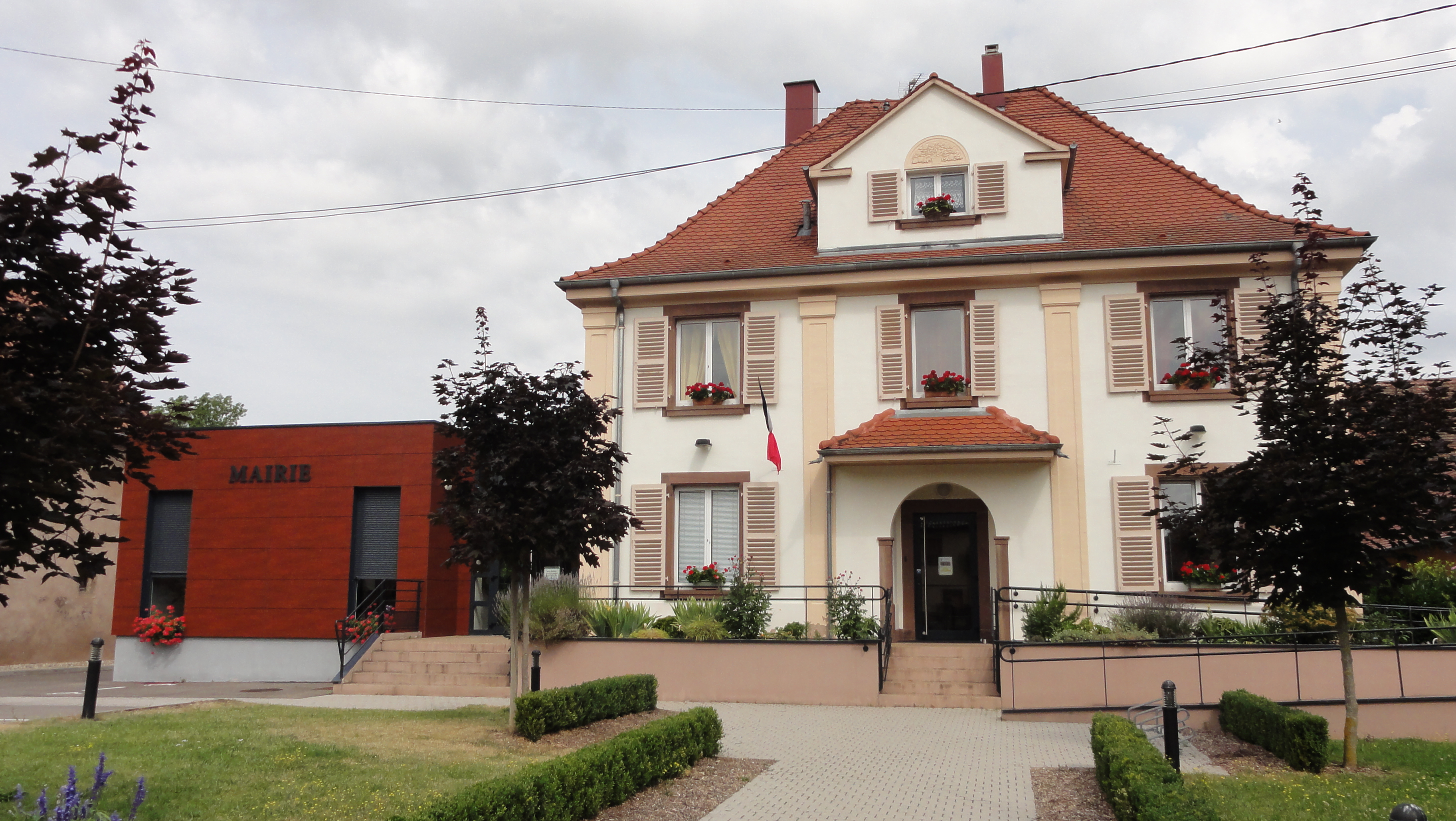
Мэрия
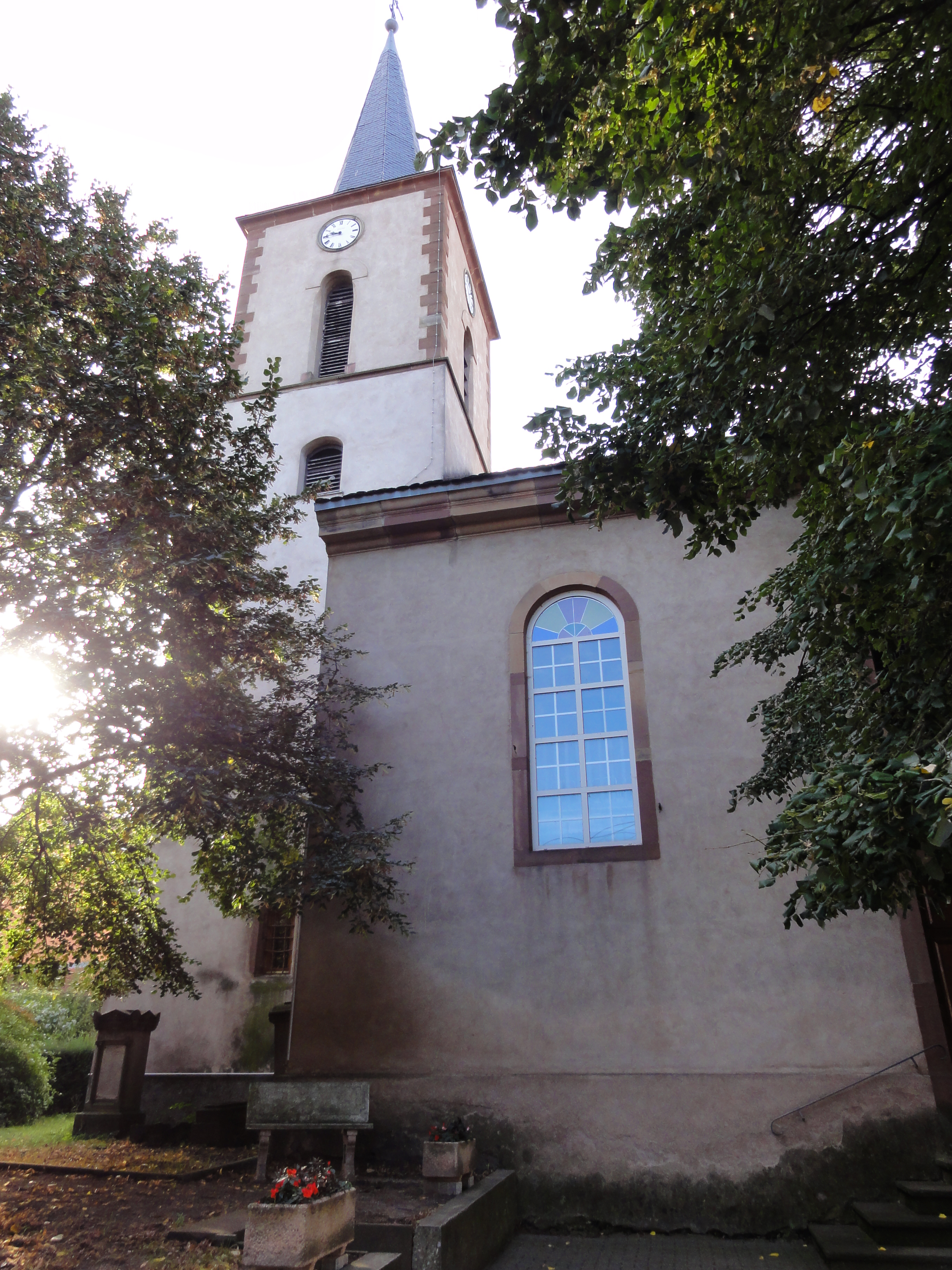
Протестантская церковь
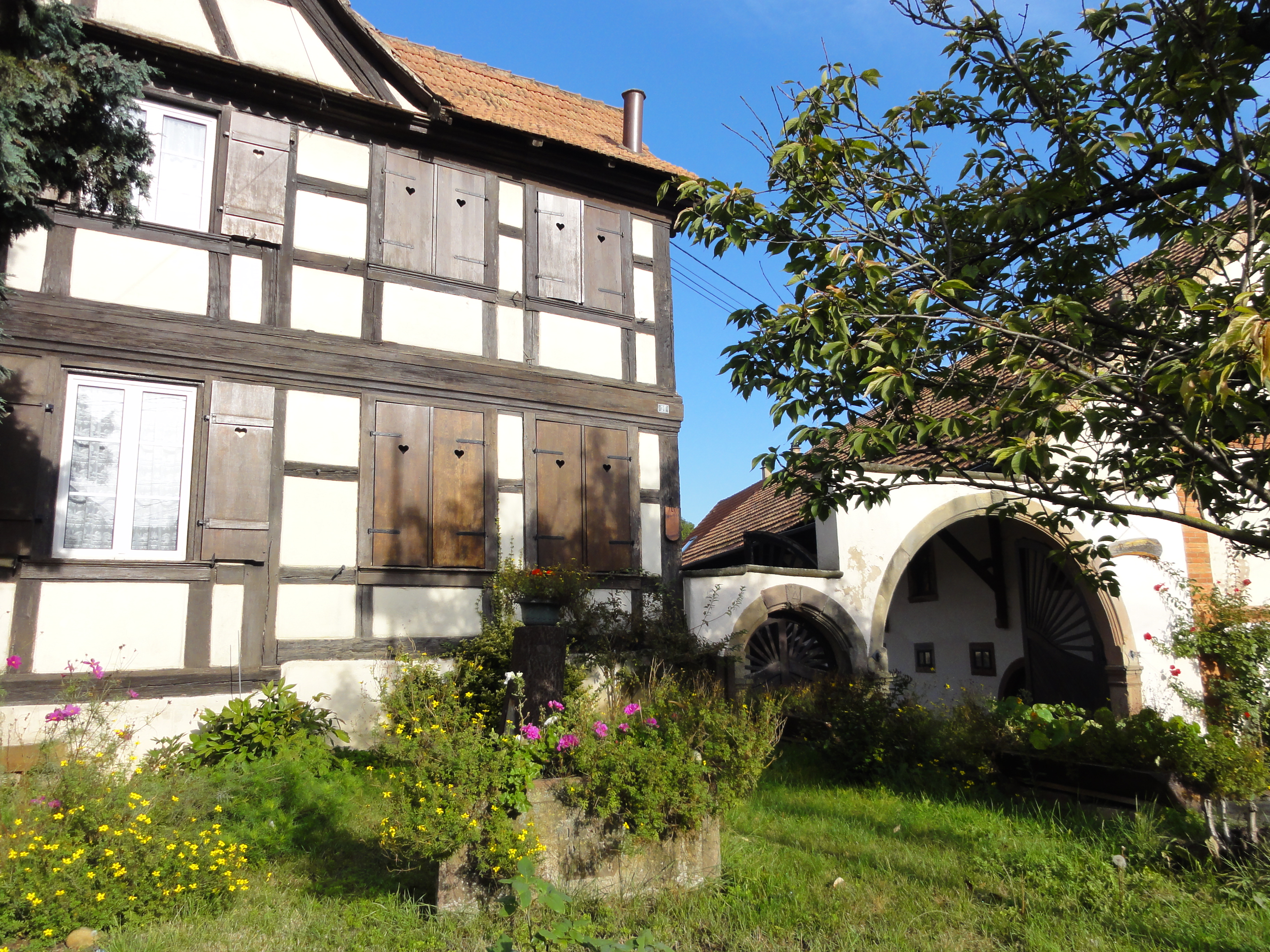
Старые постройки
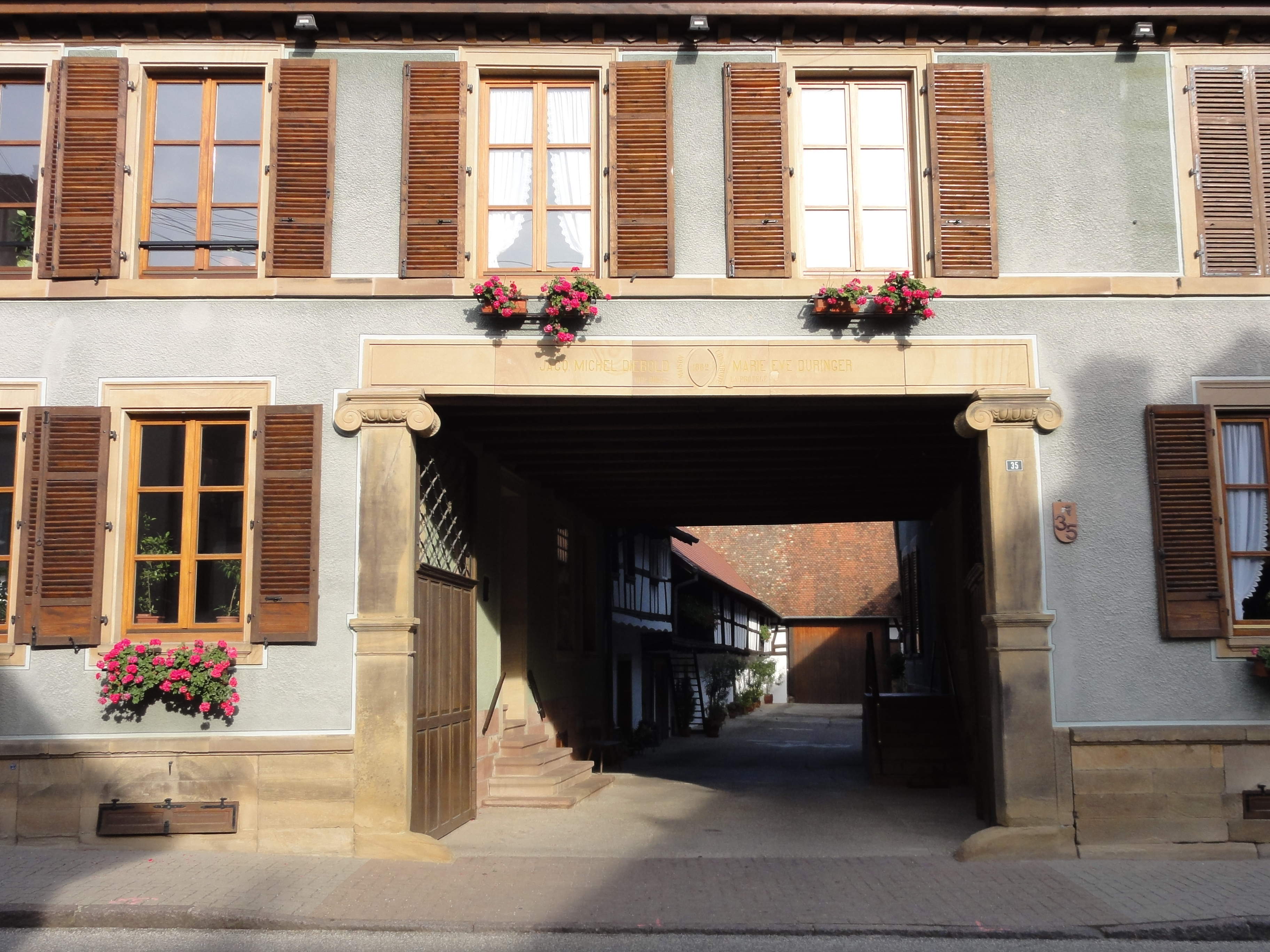
Фахверковые дома